# Popiele (Wrocław)
Popiele - przemysłowa część Wrocławia, położona na północnym brzegu kanału żeglugowego Odry, na zachód od osiedla Swojczyce. Stanowi część osiedla Kowale. 
Na tym terenie znajdują się zakłady produkcyjne Volvo, Euroimpex SA, zakłady monopolowe, magazyny chemiczne, 3M (dawny Viscoplast).